# Lasioglossum leptocephalum
Lasioglossum leptocephalum är en biart som först beskrevs av Blüthgen 1923.  Lasioglossum leptocephalum ingår i släktet smalbin, och familjen vägbin. Inga underarter finns listade i Catalogue of Life.